# Jupi
Jupi is een gemeente in de Braziliaanse deelstaat Pernambuco. De gemeente telt 14.461 inwoners (schatting 2009).
De gemeente grenst aan São Bento do Una, Lajedo, Calçado, Angelim, São João en Jucati.